# Кевін Косгроув
Кевін Майкл Косгроув (англ. Kevin Michael Cosgrove); 6 січня 1955 — 11 вересня 2001) — американський керівник страхового бізнесу та віце-президент компанії «Aon Corporation». Жертва теракту 11 вересня 2001 року.
Відомий завдяки дзвінку в службу 911 який він зробив в останні хвилини життя. Запис розмови Косгроува з оператором завершився його відчайдушним криком коли вежа почала падати. 

## Сімейний стан
Проживав у місцевості Вест-Айсліп, разом з дружиною та трьома дітьми.

## Теракт 11 вересня 2001 року

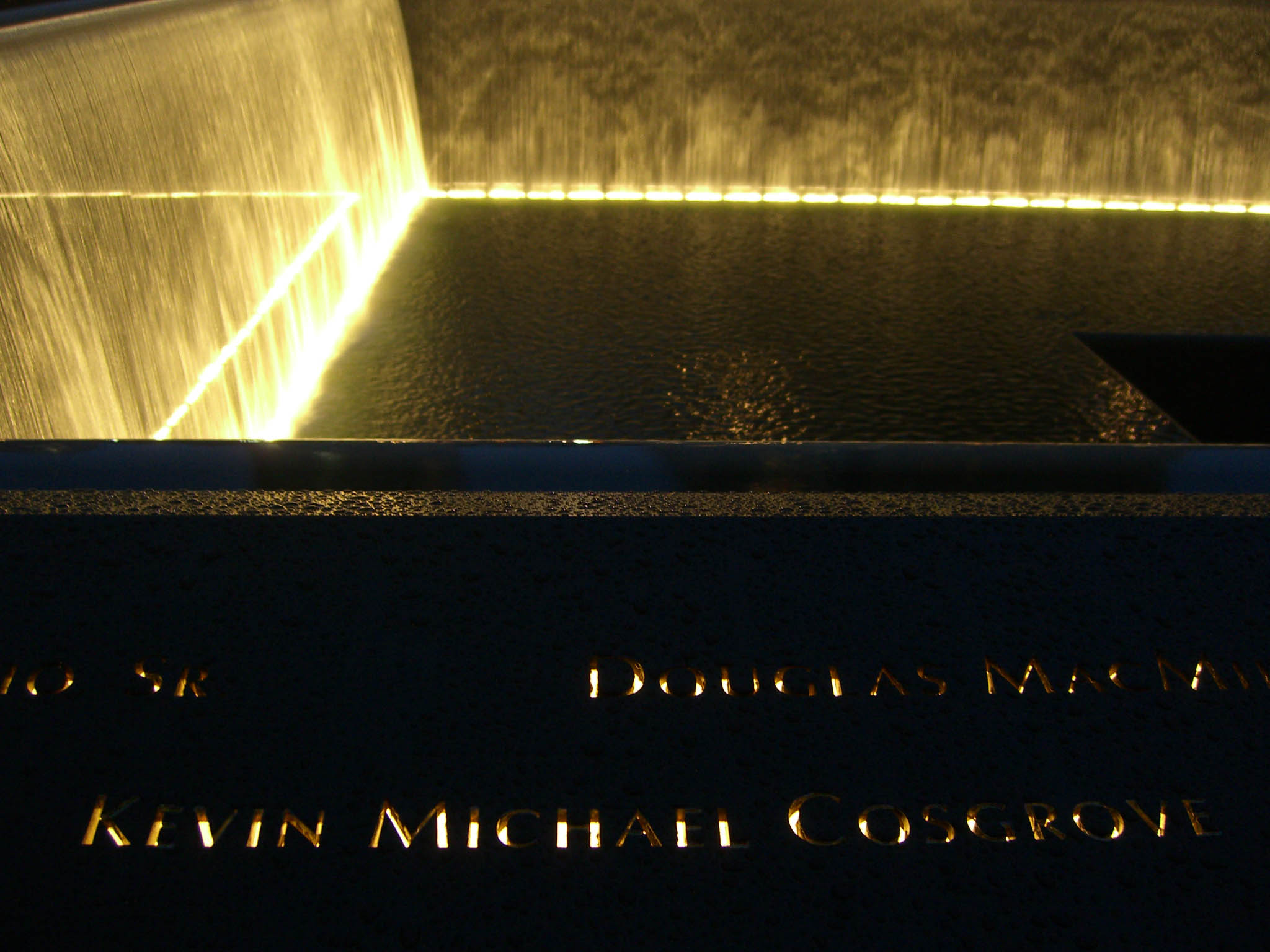
Ім'я Кевіна Майкла Косгроува серед інших жертв теракту, Національний музей і меморіал 11 вересня, Нью-Йорк

Під час теракту Косгроув знаходився у Південній вежі Всесвітнього торгового центру у північно-західній частині 105 поверху. У телефонній розмові з оператором служби 911 Косгроув повідомив що він телефонує з офісу Джона Остару і що з ним ще дві особи. Одного з них він назвав по імені: Даг Черрі. Косгроув казав оператору що: «Ми не готові померти» і «Моя дружина думає, що зі мною все в порядку, я зателефонував і сказав, що виходжу з будівлі, і що я в порядку, а потім бах!». Коли оператор знову зв'язався з Косгроувом той повідомив що: «...ми виходимо з фінансового центру. Нас троє. Два розбиті вікна.». В цей момент лунає гуркіт руйнування будівлі, відчайдушний крик Косгроува: «О БОЖЕ!», після чого зв'язок обірвався і Південна вежа впала.
Останки Кевіна Косгроува знайшли під завалами і поховали на римо-католицькому кладовищі Святого Патріка в Гантінгтоні, штат Нью-Йорк.